# Rauhaar-Taschenmäuse
Rauhaar-Taschenmäuse (Chaetodipus) sind eine Gattung der Taschenmäuse mit etwa 15 Arten, die hauptsächlich im Süden der USA und in Mexiko vorkommen.

## Merkmale
Die Arten erreichen eine Kopf-Rumpf-Länge von 8 bis 13 cm und eine Schwanzlänge von 7,5 bis 15 cm. Das Gewicht variiert zwischen 15 und 50 g. Wie der deutsche Trivialname andeutet, so sind die Haare eher borstenartig und nicht so weich wie bei den Seiden-Taschenmäusen (Perognathus), mit denen Rauhaar-Taschenmäuse eine Unterfamilie bilden. Auf dem Rücken und an den Seiten hat das Fell eine grau- bis gelbbraune Farbe, der Bauch ist weißlich. Im Gegensatz zu den Seiden-Taschenmäusen sind die Sohlen der Hinterfüße nicht behaart.

## Lebensweise
Diese Nagetiere halten sich in verschiedenen, eher trockenen Habitaten auf wie z. B. steinige Hügellandschaften oder Gebirge, Halbwüsten sowie Gras- und Buschflächen. Genau wie Seiden-Taschenmäuse halten sie keinen Winterschlaf, doch bei kaltem Wetter fallen sie manchmal in Hungerstarre (Torpor). Die Nahrung besteht aus Samen und anderen Pflanzenteilen, die im Bau zu Vorräten angehäuft werden.
Jedes Exemplar gräbt sein eigenes Tunnelsystem, das es gegen Artgenossen verteidigt. Bei vielen Arten findet die Paarung im Frühjahr statt, doch in warmen Regionen können Weibchen über das Jahr verteilt mehrere Würfe haben. Die Trächtigkeitsdauer beträgt 23 bis 24 Tage und dann werden ein bis acht Jungtiere geboren (meist vier). Diese beginnen nach 3,5 Wochen mit fester Nahrung. Das älteste Tier in menschlicher Obhut erreichte ein Alter von 8 Jahren und 4 Monaten.

## Systematik und Status
Wilson & Reeder (2005) und die IUCN listen 17 Arten in der Gattung.
- Kleine Wüstentaschenmaus (Chaetodipus arenarius), Halbinsel Niederkalifornien.
- Schmalkopf-Taschenmaus (Chaetodipus artus), ostzentrales Mexiko.
- Bailey-Taschenmaus (Chaetodipus baileyi), nordöstliches Mexiko und Arizona.
- Kalifornische Taschenmaus (Chaetodipus californicus), Kalifornien und nördliches Niederkalifornien.
- Dalquest-Taschenmaus (Chaetodipus dalquesti), südliches Niederkalifornien.
- Chihuahua-Taschenmaus (Chaetodipus eremicus), nordzentrales Mexiko und südliches New Mexico.
- San-Diego-Taschenmaus (Chaetodipus fallax), südliches Kalifornien und Niederkalifornien.
- Langschwanz-Taschenmaus (Chaetodipus formosus), von Nevada und Utah bis nördliches Niederkalifornien.
- Goldman-Taschenmaus (Chaetodipus goldmani), nordöstliches Mexiko.
- Mexikanische Rauhaar-Taschenmaus (Chaetodipus hispidus), von North Dakota bis Zentralmexiko.
- Felsentaschenmaus (Chaetodipus intermedius), Arizona, New Mexico und angrenzendes Mexiko.
- Gestreifte Taschenmaus (Chaetodipus lineatus), kleines Gebiet in Zentralmexiko.
- Nelson-Taschenmaus (Chaetodipus nelsoni), südliches New Mexico bis Zentralmexiko.
- Große Wüstentaschenmaus (Chaetodipus penicillatus), südliches Kalifornien, Arizona und Nordost-Mexiko.
- Sinaloa-Taschenmaus (Chaetodipus pernix), ostzentrales Mexiko.
- Baja-Taschenmaus (Chaetodipus rudinoris), Niederkalifornien.
- Gemeine Rauhaar-Taschenmaus (Chaetodipus spinatus), Niederkalifornien.

Die meisten Arten sind nicht im Bestand bedroht. Die IUCN listet Chaetodipus lineatus mit keine ausreichende Daten (Data Deficient), Chaetodipus dalquesti als gefährdet (Vulnerable) und Chaetodipus goldmani in der Vorwarnliste (Near Threatened).

## Referenzliteratur
- Ronald M. Nowak: Walker's Mammals of the World. 2 Bände. 6. Auflage. Johns Hopkins University Press, Baltimore MD u. a. 1999, ISBN 0-8018-5789-9.